# Teddy Grace
Teddy Grace  (* 26. Juni 1905 in Arcadia, Louisiana; † 4. Januar 1992 in La Mirada, Kalifornien) war eine US-amerikanische Jazz-Sängerin.

## Biographie
Teddy Grace begann ihre Karriere als Sängerin im Jahr 1931, als sie im Süden der USA im Radio übertragen wurde und dann mit den Bands von Al Katz (1933), Tommy Christian (1934) und Mal Hallett (1934–1937) auftrat, bei dem sie auch eine kleine Filmrolle hatte. Von 1937 bis 1940 nahm sie für das Label Decca Records unter eigenem Namen auf; begleitet wurde sie dabei von Bobby Hackett, Jack Teagarden, Charlie Shavers, Buster Bailey, Pee Wee Russell, Max Kaminsky, Eddie Condon, Billy Kyle und Bud Freeman. Die Autoren Richard Cook und Brian Morton heben dabei besonders die drei Sessions 1939 mit Shavers, Kyle und Buster Bailey hervor, bei der Grace Blues-Material singt. Außerdem arbeitete sie 1939/40 noch mit dem Mal Hallett-, Lou Holden- und dem Bob Crosby Orchestra als Bandsängerin; mit Over the Rainbow erreichten Crosby und Grace Platz 2 der Charts. Weitere bekannte Titel von Teddy Grace waren I’ll Never Let You Cry und Love Me or Leave Me.
Ende 1940 stieg sie aus dem Musikgeschäft aus und trat kurz danach in das  Women’s Army Corps ein; während des Zweiten Weltkriegs sang sie unter anderem bei Veranstaltungen des War bond und der Truppenunterhaltung. Dabei verlor sie ihre Stimme und war auch danach einige Jahre nicht fähig zu reden. Ihre Aufnahmen für Decca wurden 1996 größtenteils auf Timeless Records wiederveröffentlicht.

## Würdigung
Der Autor Will Friedwald nannte Teddy Grace „ein Musterbeispiel für unrealisierte Fähigkeiten“.
Vor allem in den Decca-Session bewies sie, „dass sie die schwärzeste weiße Sängerin ist, die dem Blues näher steht als die meisten ihrer farbigen Kolleginnen ihrer Zeit. Wäre sie nicht zu Beginn der vierziger Jahre verschwunden, und wäre nicht Kay Starr groß herausgekommen, würde man Teddy Grace heute zweifellos als die größte weiße Bluessängerin feiern.“

## Diskographische Hinweise
- Turn On That Red Hot Head (Hep Records, 1940) mit dem Bob Crosby Orchestra
- Teddy Gace, 1937–1940 (Timeless Records, 1937–1940)